# Operation Odessa
Operation Odessa és un documental d'investigació estrenat el 2018, dirigit per Tiller Russell. sobre diversos membres del crim organitzat que operaven a Miami la dècada del 1990, i l'intent per part d'aquests de vendre un submarí militar rus al Càrtel de Cali. El documental es va estrenar per primer cop a l'estatunidenca Showtime, i posteriorment s'ha pogut veure a Netflix.
La trama de la història es narrada a partir de les entrevistes als protagonistes principals, el proxeneta ucraïnès Ludwig Fainberg (Tarzan), l'empresari Juan Almeida i l'exagent cubà Tony Yester, a banda d'oficials de la DEA i el FBI implicats. El documental va implicar que Russell entrevistés Fainberg quan aquest era en una presó de Panamà, gràcies al contacte que li va facilitar un membre de la DEA. Quan Fainberg regentava un club de striptease a Miami, va conèixer Almeida, propietàri d'un concessionari de cotxes de luxe i embarcacions que proveïa narcotraficants que entràven droga als Estats Units, una amistat que els portà a fer negocis plegats i aprofitar les oportunitats que oferia l'absència de control del mercat post-soviètic. Se'ls afegí Yester, un cubà que tenia interlocució d'alt nivell amb els càrtels colombians. El testimoni de Yester va ser enregistrat quan aquest encara era un fugitiu de la justícia, en una filmació realitzada a l'Aeroport Lanseria de Johannesburg.